# Sebastián Villegas
Sebastián Felipe Villegas Jara (Rancagua, Chile, 31 de octubre de 1990) es un exfutbolista chileno. Jugaba como defensa y su último club profesional fue el Rangers. Es hermano del delantero Gonzalo Villegas.

## Selección nacional
Fue convocado por Marcelo Bielsa como sparring de la selección de chile, junto con sus compañeros Joan Muñoz y Braulio Baeza.

## Lesión
El 23 de agosto de 2017, fue víctima de una grave falta en el duelo entre Antofagasta y San Marcos de Arica por Copa Chile. Tras una disputa de balón con Matías Campos López, Villegas recibió una patada en la cabeza que lo dejó con 4 fracturas cráneo-faciales. Tras ser intervenido quirúrgicamente en un par de ocasiones, se anunció que retornaría a las canchas después de un período de entre 3 o 4 meses en recuperación. Sin embargo, esta lesión le dejaría con secuelas a largo plazo, lo que posteriormente gatillaría su retiro del fútbol profesional en el año 2020.

## Clubes
| Club                 | País  | Año       |
| -------------------- | ----- | --------- |
| O'Higgins            | Chile | 2008-2010 |
| Deportes Rengo       | Chile | 2010      |
| Trasandino           | Chile | 2011      |
| Cobreloa             | Chile | 2012      |
| Deportes Copiapó     | Chile | 2013-2017 |
| Deportes Antofagasta | Chile | 2017      |
| Rangers              | Chile | 2018-2020 |